# ONE Championship
ONE Championship (voorheen ONE Fighting Championship of ONE FC) is een vechtsportfranchise uit Singapore. De organisatie werd in 2011 opgericht door de Thaise ondernemer Chatri Sityodtong en voormalig ESPN Star Sports-manager Victor Cui. De organisatie is actief in het mixed martial arts (MMA),  kickboksen, thaiboksen en submission grappling.
Het eerste evenement van ONE vond plaats op 3 september 2011 in het Singapore Indoor Stadium en sindsdien heeft zij meer dan 100 evenementen in Azië gehouden. Het is de grootste MMA-organisatie in Azië en wordt ondersteund door onder meer Singapore's GIC en Temasek Holdings.